# Ataque à embaixada do Azerbaijão em Teerã
O ataque à embaixada do Azerbaijão em Teerã ocorreu em 27 de janeiro de 2023, quando a embaixada do Azerbaijão em Teerã foi atacada, por volta das 08h00, horário local. O agressor passou pelo posto de guarda com um rifle de assalto AK-47 e abriu fogo dentro da embaixada, enquanto seus funcionários tentavam neutralizá-lo. O chefe do serviço de segurança da embaixada, Orkhan Asgarov, foi morto no ataque, enquanto dois guardas ficaram feridos.
Pouco depois, um suspeito foi detido pela polícia iraniana. O Serviço de Segurança do Estado do Azerbaijão abriu uma investigação criminal sobre o ataque. O presidente do Azerbaijão, Ilham Aliyev, condenou veementemente o ataque. O lado do Azerbaijão considerou o incidente como um "ato terrorista". O Ministério das Relações Exteriores do Azerbaijão anunciou a evacuação do pessoal da embaixada em Teerã.
As autoridades iranianas não consideraram o ataque com motivação política. As agências de aplicação da lei do Irã alegaram que o ataque foi cometido por motivos pessoais e que o perpetrador chegou ao local com duas crianças pequenas, embora imagens de câmeras de segurança divulgadas pela embaixada mostrem que ele estava sozinho durante o ataque.

## Antecedentes
As missões diplomáticas do Azerbaijão foram atacadas em várias ocasiões, mas nenhuma foi letal até este ataque de 2023. Em agosto de 2022, membros do grupo Mahdi Servants Union atacaram a embaixada do Azerbaijão em Londres, removeram a bandeira do Azerbaijão do prédio da embaixada e a substituíram por uma bandeira com um slogan islâmico. Eles também entoaram slogans em árabe e os escreveram nas paredes e janelas do prédio da embaixada. Em setembro de 2022, a embaixada do Azerbaijão em Paris foi atacada por um grupo de radicais armênios, que tentaram invadir o prédio da embaixada. O embaixador francês no Azerbaijão foi convocado pelo Ministério das Relações Exteriores do Azerbaijão e recebeu uma nota de protesto. As autoridades francesas declararam que tomaram todas as medidas para restabelecer a segurança e evitar que tais atos aconteçam no futuro. Em 11 de outubro de 2022, um carro da embaixada do Azerbaijão em Washington, D.C. foi baleado e o Ministério das Relações Exteriores do Azerbaijão convocou o encarregado de negócios dos Estados Unidos, pedindo para garantir a segurança da missão diplomática do Azerbaijão.

## Ataque
O ataque ocorreu em 27 de janeiro de 2023, por volta das 08h00, horário local, em Teerã, capital da República Islâmica do Irã. O perpetrador, armado com uma espingarda automática AK-47, passou pelo posto de segurança quando três funcionários da embaixada estavam entrando no prédio. Quando o atirador bateu com seu carro em um Hyundai Sonata da embaixada, um dos funcionários voltou para ver o que havia acontecido com o carro. O agressor invadiu a embaixada atrás dele e abriu fogo. Ele continuou atirando nos funcionários da embaixada, enquanto os mesmos tentavam neutralizá-lo. O perpetrador atirou fatalmente no chefe do serviço de segurança, o tenente sênior Orkhan Asgarov, e feriu outras duas pessoas. Um membro da equipe de segurança tentou arrancar a arma, mas só conseguiu empurrar o agressor para fora da embaixada e trancar a porta. O atirador continuou atirando e disparou dois tiros contra o carro da embaixada. Em seguida, ele jogou a arma fora e se rendeu à polícia que chegava. As imagens mostraram buracos de bala na porta da embaixada. Naquela tarde, imagens de câmeras de segurança do prédio da embaixada foram publicadas, mostrando o momento do ataque. A condição dos feridos foi considerada "satisfatória".

## Consequências e motivo
Nenhum motivo para o ataque foi imediatamente revelado e a mídia estatal iraniana não relatou imediatamente o ataque. O lado do Azerbaijão avaliou o ataque como um "ato terrorista". Declarações subseqüentes de autoridades iranianas não deram nenhuma indicação de que o ataque teve motivação política.
Pouco depois do ataque, o lado iraniano anunciou que havia iniciado uma investigação sobre o assunto, com o lado azerbaijano fazendo o mesmo. O porta-voz do Ministério das Relações Exteriores do Irã, Nasir Kanani, disse que após o ataque, a polícia e as forças de segurança intervieram imediatamente e o agressor foi detido e colocado sob investigação. Em conexão com o ataque, o Serviço de Segurança do Estado do Azerbaijão abriu um processo criminal sob vários artigos do Código Penal do Azerbaijão.
O chefe da polícia de Teerã, Sardar Hossein Rahimi, disse que na investigação preliminar, acreditava-se que o motivo do agressor era pessoal, com questões familiares. Ele acrescentou que o agressor inicialmente chegou ao prédio administrativo com uma menina de 14 anos e um menino de 7 anos em um Kia Pride. Segundo o chefe do Ministério Público Criminal de Teerã, Mohammad Shahriari, o acusado na investigação preliminar afirmou que sua esposa foi à embaixada em abril de 2022 e não voltou para casa. Ele afirmou que quando visitou a embaixada várias vezes, não recebeu nenhuma resposta deles e que pensou que sua esposa estava na embaixada.
De acordo com a IRNA, em meados de abril de 2022, o perpetrador apresentou um relatório de desaparecimento à polícia em Úrmia, província de Azerbaijão Ocidental, sobre sua esposa desaparecida, que era de Baku, mas o caso foi encerrado depois que a polícia descobriu que a mulher havia voltado ao Azerbaijão. Depois disso, o perpetrador continuou suas investigações com o Ministério das Relações Exteriores do Irã e a Embaixada do Azerbaijão em Teerã. O perpetrador então disse que "decidiu ir à embaixada esta manhã com o fuzil Kalashnikov que eu já havia preparado". Rahimi foi demitido de seu cargo poucas horas depois que surgiram imagens que pareciam mostrar um guarda de segurança iraniano na entrada sem fazer nada para impedir o ataque.
A Agência de imprensa do Azerbaijão, citando as imagens de câmeras de segurança e seus canais diplomáticos, afirmou que esta informação era completamente infundada e acrescentou que o ataque à embaixada foi um ato de terrorismo. Imagens de câmeras de segurança mostram que o perpetrador estava sozinho durante o ataque. Aykhan Hajizadeh, chefe do departamento de assessoria de imprensa do Ministério das Relações Exteriores do Azerbaijão, disse à embaixada que "eles não acham que o ataque foi realizado por motivos pessoais".

## Reações oficiais
Em 28 de janeiro, o presidente do Irã, Ebrahim Raisi, ligou para o presidente do Azerbaijão, Ilham Aliyev, por telefone. Raisi expressou suas condolências a Aliyev e à família de Orkhan Asgarov, desejando uma rápida recuperação aos feridos. Aliyev expressou sua forte condenação ao ataque, que chamou de ato terrorista, e expressou sua esperança de uma investigação completa e transparente e a consequente punição do perpetrador em toda a extensão da lei. Aliyev também mencionou a coragem de um guarda que conseguiu desarmar o atacante e assim evitar outras baixas.
Vários outros países também reagiram ao ataque. O presidente israelense Isaac Herzog ofereceu suas condolências a Aliyev, que retribuiu com condolências pelo ataque à sinagoga de Jerusalém em Israel. O presidente do Egito, Abdul Fatah Khalil Al-Sisi, que estava em Baku no dia seguinte ao ataque, expressou suas condolências a Aliyev pessoalmente. Os Estados Unidos condenaram o ataque e apoiaram o pedido do presidente Aliyev para uma investigação imediata, lembrando o governo do Irã de sua responsabilidade sob a Convenção de Viena sobre Relações Diplomáticas de proteger diplomatas estrangeiros no Irã. O Ministro das Relações Exteriores da Federação Russa, Sergey Lavrov, ligou para o Ministro das Relações Exteriores da República do Azerbaijão, Jeyhun Bayramov, expressou suas condolências e se ofereceu para fornecer qualquer assistência que o Azerbaijão possa exigir. A presidente da Hungria, Katalin Novák, e o presidente da Turquia, Recep Tayyip Erdoğan assim como o Ministério das Relações Exteriores da Croácia, Suécia, Estônia, Moldávia, e Eslováquia condenaram o ataque em suas contas no Twitter e expressaram suas condolências em suas contas no Twitter.
Os órgãos supranacionais também responderam. Stéphane Dujarric, porta-voz do Secretário-geral das Nações Unidas, afirmou que a ONU condenou o ataque, enfatizou que os ataques contra missões diplomáticas são estritamente proibidos pelo direito internacional e expressou esperança de que o perpetrador seja responsabilizado. O porta-voz da Comissão Europeia, Peter Stano, expressou condolências e pediu uma investigação completa e responsabilização. O presidente da OSCE, Bujar Osmani, condenou veementemente o ataque e pediu a responsabilização dos perpetradores.